# دریاچه سارپا
دریاچه سارپا (به لاتین: Lake Sarpa) یک دریاچه در روسیه است که در استان ولگوگراد واقع شده‌است.